# Cerkev Marije pred Týnom, Praga
Cerkev Marije pred Týnom (češko Kostel Matky Boží před Týnem tudi Kostel Panny Marie před Týnem ali Týnský chrám) je rimskokatoliška cerkev v središču Prage. Gradili so jo od sredine 14. do začetka 16. stoletja. Zahodna fasada z dvema stolpoma na robu starega mestnega trga je ena od značilnosti češke prestolnice. Čez Staromestni trg (Staroměstské náměstí) je peljala tradicionalna pot na kronanje čeških kraljev do stolnice svetega Vida.

## Lega in poimenovanje
Cerkvena zgradba je nasproti Mestne hiše, z južne strani, spredaj in na severu je mestna hiša z arkadami. Na trgu je bil včasih Marijin steber, a so leta 1915 tu postavili spomenik Janu Husu. Tik pred cerkvijo je šola, zgrajena v 13. stoletju.
Týn je zgodovinsko trgovsko območje v starem delu Prage, znano tudi kot Ungelt. Tu so lahko ostali tuji trgovci in ni bilo treba plačati carine. Kompleks je sestavljalo več kot ducat ločenih stavb, ki so stale med cerkvijo v Tynu in cerkvijo svetega Jakoba. Skrajšano ime Tynska cerkev se  nanaša na položaj cerkvene stavbe "pred Týnom".

## Zgodovina

### Prejšnje zgradbe
Zgodnja gotska kapela v stari Pragi je bila prvič omenjena leta 1135. Bila je posvečena devici Mariji in je bila del bolnišnice. Zaradi hitrega širjenja Prage na grajskem griču in v Višegradu je bila prva župnijska cerkev v središču mesta. Na začetku 14. stoletja so jo razširili in obnovili: zgrajena je bila preprosta triladijska zgradba s poligonalnim korom in se je dvigal nad kripto. Prvi zahodni stolp z zvonikom je zaprl cerkev proti trgu. Prvič je bil omenjen leta 1310, ko so škof Jan Luksemburški-Ligny in njegovi privrženci zasedli Prago.  Deli nekdanjega zvonika so ostali kot kapela sv. Ljudmile še do leta 1894.

### Sedanja cerkvena zgradba
Z donacijami bogatih patricijskih trgovcev okoli leta 1360 je bila zgrajena nova cerkev v visokem gotskem slogu z nekaj temeljev prejšnje stavbe. Prva triladijska bazilika s skoraj pravokotnim tlorisom je verjetno temeljila na načrtih lokalnih graditeljev Scheuflerja in Schmelzerja. Njen videz se zgleduje po šlezijski cerkveni arhitekturi 14. stoletja.
Od leta 1365 je bil župnik v cerkvi avguštinec Konrad Waldhausen.
Okoli leta 1380 so nastali kor in stranski ladji, tako je bila zgradba sestavljena iz treh ladij. Mojstra Matija iz Arrasa in Peter Parler sta izdelala 28 m visoka okna s krogovičjem in drugim arhitekturnim okrasjem ladje in severnega portala s timpanonom iz leta 1390, ki predstavlja trpljenje Kristusa, zgodbami in ljudmi, povezanimi s kraljem Venčeslavom IV.
Od 1425–1435 je bil teolog Jan Rokycana pridigar v cerkvi, ki je bil blizu kralju Juriju iz Podebradija. Leta 1471 je bil pokopan v kripti.
Še pred husitskimi vojnami je bila ladja dokončana in opremljena. Ne ve se, ali so bili podporni oboki že v sedanji obliki. Končano je bilo tudi zahodno čelo. Streha ladje in dva stolpa so še vedno manjkali. Stolpa sta bila dodana leta 1466 (severni) in 1511 (južni). Slednji je bil zgrajen pod vodstvom Mateja Rejska. V severnem stolpu je bil bronast zvon nameščen leta 1585, a se je stalil pri požaru leta 1819.
Po koncu husitskih vojn je bila streha Marijine cerkve dokončana, leseni tramovi pa so bili na ukaz cesarja Sigismunda uporabljeni kot vislice. Leta 1447 je bilo obešenih 53 radikalnih Husitov. Graditelji so končali streho do okoli leta 1460.
V obdobju od 1463 do 1466 je bil postavljen zatrep ladje, hkrati pa drug stolp. V zatrepu sta bila kip kralja Jurija iz Podebradija in pozlačen kelih z napisom "Veritas vincit" (resnica zmaga). Po bitki na Beli gori leta 1626 je bil kip odstranjen. Nadomeščen je bil z reliefom Marije kiparja  Kasparja Bechtelerja. V času vladavine kralja Vladislava II. je bil končan južni stolp. Stolpa se imenujeta tudi Adam in Eva.
Po tridesetletni vojni so državljani Prage leta 1649 opustili gradnjo nove baročne oltarne slike v cerkvi, zato je treba poudariti pomen device Marije za krščanstvo. Arhitekt Giovanni Domenico Orsi de Orsini je leta 1670 zgradil nov kor. Strela, ki je leta 1679 zanetila požar, je močno poškodovala ladjo in kor. Nadomestili so ju z novim nižjim baročnim obokom. 130 let pozneje je požar uničil severni stolp, katerega obnova se je vlekla do 1836. Namestili so tudi nov zvon.
Od leta 1710 do 1735 je bil duhovnik v cerkvi Johann Florian Hammerschmidt. V tem času se je Praga povečala z vključitvijo štirih okoliških vasi, tako da je župnija dobila še dodaten vpliv.
Cerkveni voditelji so poenostavili objekte in naprave (purizem), kar je pomenilo, da so od leta 1876 do leta 1895 odstranili večino ometa in je še vedno videti kamen in apnenec tudi na opornikih.
Na začetku 20. stoletja je cerkev dobila zakristijo, v letih od 1906 do 1908 so obnovili severni portal. Leta 1933 je župnija postala podružnica cerkve svetega Gallusa v Pragi in tako je ostalo do leta 2009.
Leta 1970 in na začetku 21. stoletja je bila obnovljena skoraj celotna cerkev. 
Cerkvena stavba, baldahin in lesorez iz obdobja okoli leta 1420 v notranjosti cerkve in devica Marija so od leta 1970 spomeniško zaščiteni. 

## Arhitektura
Zunanja oblika je v slogu visoke gotike, na kar še posebej opozarjajo stolpi, pedimenti, fiale in krogovičje.

### Cerkvena ladja
V ladji prevladujejo baročni sodasti oboki. Petrazponski stranski ladji sta obdržali svoj prvotni gotski rebrasti obok. Zidovi so zgrajeni večinoma iz skrilavca, ki je del glavnih stebrov, arkade in druge podrobnosti so iz peščenjaka.

### Portal in zatrep
Vsi cerkveni vhodi so v prvotnem gotskem slogu in so na vseh štirih straneh cerkvene zgradbe. Severni portal ima  timpanon s tremi prizori iz Kristusovega pasijona. Med letoma 1906 in 1908 so izdelali prve kopije posameznih delov, v letu 1998 pa je bila celota nadomeščena s kopijo. Izvirniki so od takrat v Narodni galeriji v Pragi.

### Stolpa in zvonovi
Zvonika nista zgrajena v istem slogu, vendar z 80 metri približno enaka. Tisti na severni strani je nekoliko debelejši. Oba imata štiri okrasne stolpiče z dvema razporejenima v vrstah in sta okronana z osmerokotno streho. Stolpa sta obdana z zunanjo galerijo, ki je primerna za obiskovalce. Med fialami je pozlačen portret Marije v zatrepu.
Bronast zvon iz leta 1830 je v severnem stolpu. V južnem stolpu je od leta 1535 zvon, ki ga je ulil Tomáš Jaroš, posvečen devici Mariji (glej sliko). To je drugi največji cerkveni zvon v Pragi (po stolnici sv. Vida).
Leta 2014 so v severni stolp namestili tri nove zvonove.

## Oprema
Celotna notranjost je ohranjena predvsem v baročnem slogu.

### Oltar in prižnica
Glavni oltar ima sliko Marijinega vnebovzetja in Svete trojice iz leta 1649, ki jo je naslikal Karel Škréta. Desno od vhoda (tj. severno od glavnega oltarja) so oltar sv. Venčeslava s kipi Johanna-Georga Bendla, slike Antonína Stevensa (1664) in Johanna Georga Heinscha (1690). Poleg tega je še renesančni oltar iz začetka 17. stoletja z reliefom Krst Gospoda v Jordanu.
Pred korom je gotska prižnica iz sredine 15. stoletja s streho, prikazuje slike Josefa Vojtěcha Hellicha in je tudi plastično okrašena.
Ob oltarju v severni stranski ladji so prizori Kalvarije, ki segajo v začetek 15. stoletja. Na desni strani glavnega oltarja je cesarska grobnica cesarja Rudolfa II., danskega astronoma Tycha Braheja iz 1601.
V apsidi sta brez datuma sliki na temo Obiskanja in Čaščenje pastirjev italijanskega slikarja Girolama Romanina.
V južnem hodniku je oltar posvečen Janezu Krstniku. Je edinstveno delo donavske rezbarske šole iz let 1524/1525.
Stranske oltarje so večinoma podarili obrtniški cehi ali patriciji.

### Orgle in empora
Prve orgle je župnija namestila v severni ladji leta 1573, naročil jih je Albrecht Rudner.
Orgle so iz nemške orgelske delavnice Hansa Heinricha Mundta (1632–1691) iz let 1670–1673 . Najprej niso bili zadovoljni z zvokom, prav tako se jim je zdela cena previsoka. Mundt jih je moral spremeniti. Po požaru leta 1676 niso bile uporabne, vendar jih je Mundt popravil. V 18. stoletju so izvedli le nujna popravila, leta 1823 pa je orgle prevzel graditelj Josef Gartner in predelal tonacijo ter preuredil pedale. Med drugo svetovno vojno so jih hoteli odstraniti in uporabiti za obrambno industrijo, vendar se to ni zgodilo. Instrument je ostal do leta 1998. Takrat jih je obnovilo nemško podjetje Johannes Klais Orgelbau in leta 2000 so bile ponovno postavljene in slovesno odprte.  Orgle so zasnovane v baročnem slogu z angeli, stebriči in okrašene s cvetličnimi motivi v zlatu.

### Klopi, krstilnik in ostalo
Ob zaključku stranskih ladij sta dve vrsti sedilij (stolov) s portreti glav iz leta 1400, ki kažejo med drugim kralja Venčeslava IV. in njegovo ženo kraljico Johano Bavarsko.
V stranski ladji je najstarejši krstilnik, o katerem je zapis iz leta 1414, izdelan iz kositra. Ima obliko obrnjenega zvona, stoji na treh levjih nogah, ki se končajo na polovici dolžine. Pokrov ima krožen nizek relief, krogovičje, koničasti loki kažejo 12 apostolov. Pokrov je dobil okrasje šele leta 1849 in je delo kovača Josefa Goetzla, za oprijem je majhen lik Janeza Krstnika iz delavnice Emanuela Maxa.
V notranjosti cerkve so številne lesene rezbarije. Poznogotski kamnit baldahin, ki ga je izdelal Matej Rejsek, je iz leta 1493. Baldahinov obok je prvotno stal nad grobom husitskega pomožnega škofa Avguština Luciana von Mirandole. Zdaj je vključen v oltar sv. Luke iz 19. stoletja.
Na enem od stebrov prezbiterija je sveta Barbara iz delavnice Karla Škréta.
Na steni desne (severne) stranske ladje je na stranskem oltarju kip Matere božje z detetom. Poleg vhoda v zakristijo je grobnica Vaclava Berka iz Dube.
Naslednja Škrétova slika (naslikana 1648) prikazuje sv. Adalberta in je na stebru na levi strani (tj. južno) od vhoda.
Na drugih stebrih so še vedno upodobitve svetega Jožefa, Oznanjenje in Kristusova družina.
Drugi pomembni slikarji, ki so v stoletjih ustvarjali svetnike Marijine cerkve in svetopisemske prizore, so še Michael Wenzel Halbax, Ignac Raab in František Xaver Karel Palko.
Leta 1846 je bil narejen marmorni kip slovanskih misijonarjev Cirila in Metoda, od leta 1864 je nov oltar na koncu južnega hodnika, ki prikazuje Žalostno mati božjo na sliki Antonína Lhote (1812–1905).
Posamezni predmeti (slike, triptih iz leta 1500) so v praškem Mestnem muzeju in Narodni galeriji.